# Parc d'État de Snow Canyon
Le parc d'État de Snow Canyon est un parc d'État américain situé dans l'Utah. Les attractions principales sont des canyons, des formations d'anciennes coulées de lave et des dunes.

## Géographie
Il est situé à l'extrémité sud-ouest de l'Utah près de l'Arizona et du Nevada. Les villes proches sont Saint George (Utah) à 16 km au sud, Las Vegas à 206 km au sud-ouest et Salt Lake City à 503 km au nord-est.
À proximité se trouve le parc d'État de Gunlock (8 km au nord-ouest) et les parcs nationaux de Bryce Canyon (246 km au nord-est) et Zion (70 km à l'est).

## Histoire
L'endroit est visité par les Amérindiens, plusieurs sites de pétroglyphes sont retrouvés dans le parc.
Le parc est créé en 1958. L'endroit est nommé peu après l'arrivée des premiers colons mormons dans l'État.

## Faune et flore

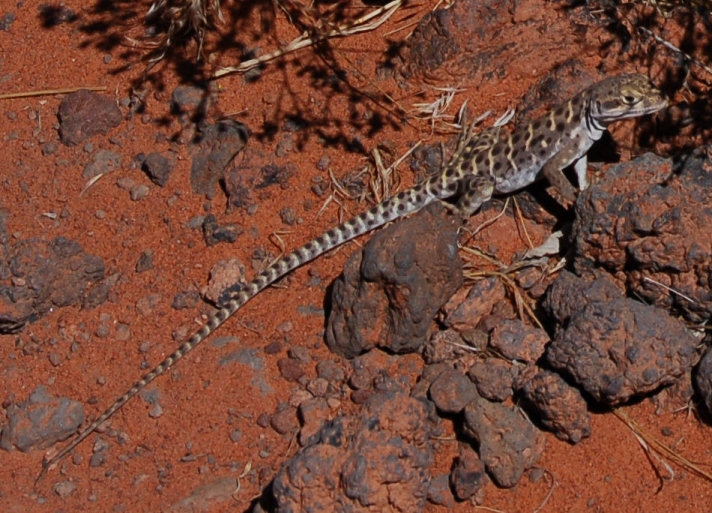
Lézard léopard à long nez.

Les animaux sauvages présents sont des crotales, des scorpions velus géants du désert, des faucons pèlerins, des lézards léopards à long nez et des tortues du désert.

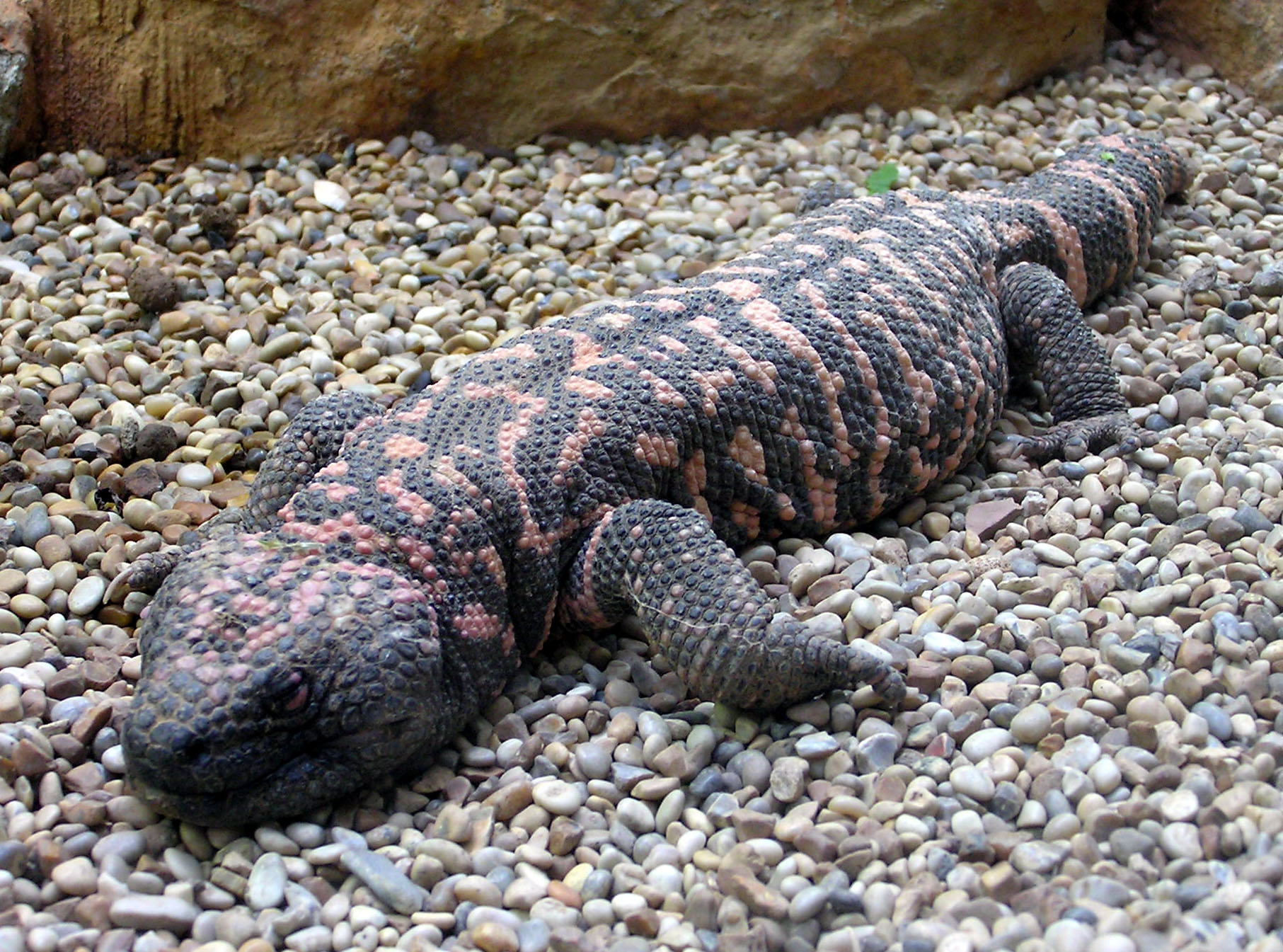
Monstre de Gila.

On trouve aussi un lézard venimeux, le monstre de Gila.
Le printemps est la meilleure saison pour l'observation des fleurs sauvages du parc.

## Géologie

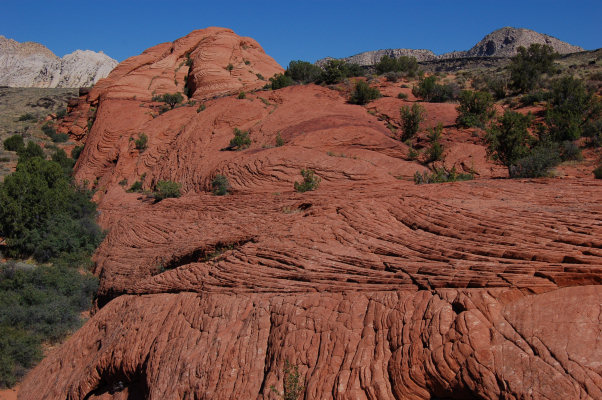
Dunes pétrifiées.

De nombreuses formations de grès rouge et blanc sont observables.
Le site est un ancien ensemble volcanique éteint. Des grottes de lave se forment lors des anciennes éruptions ; les visiteurs peuvent observer d'anciens cônes volcaniques vieux de 1 000 à 2 000 ans.

## Informations touristiques
Le parc est accessible suivant l'Utah State Route 18 sur 16 km à la sortie de l'interstate 15 à St George.
Les droits d'entrée sont de 5$ pour une voiture et de 15$ pour une nuit en camping.
Des randonnées de 800 m à 11,3 km permettent d'accéder aux différents canyons et aux arches. Le parc possède 25,7 km de sentiers entretenus. Il y a aussi possibilité de pratiquer l'escalade.
L'exploration des grottes de lave nécessite une certaine prudence due à la configuration accidentée (passages étroits et trous dans le sol) des lieux.
L'affluence en 2005 était de 287 131 visiteurs.

### Randonnées
| Nom                                    | Longueur | Difficulté | Terrain                                            | Description |
| -------------------------------------- | -------- | ---------- | -------------------------------------------------- | --- |
| Whiptail Trail                         | 9,7 km   | Facile     | Pavé, plat avec quelques pentes                    | Accessible aux personnes handicapés. Au fond du canyon, ce sentier est approprié pour la randonnée, le jogging, le vélo et le roller. |
| Johnson Canyon                         | 3,2 km   | Facile     | Plat avec quelques pentes rocheuses et marches     | Fermé du 1er mars au 15 novembre. Longeant la seule zone ripicole du parc, ce chemin traverse des anciennes coulées de lave, des roches de grès rouges jusqu'à une arche de 60 mètres de largeur.                                                                                            |
| Jenny's Canyon                         | 800 m    | Facile     | Plat avec des rochers et quelques marches          | Fermé du 31 mars au 1er juin. Ce chemin mène à un canyon étroit sculpté. |
| Sand Dunes                             | 800m     | Facile     | Sable avec quelques pentes                         | Ce sentier mène à une large étendue de sable rouge. |
| West Canyon Road                       | 11,3 km  | Facile     | Gravier et sable, assez dénivelé                   | Ce chemin suit une ancienne route de service entourée de haute falaise jusqu'à Snow Canyon. |
| Pioneer Names                          | 800 m    | Facile     | Assez dénivelé avec quelques marches et pentes     | Ce chemin passe devant les noms des pionniers de 1883 qu'ils ont gravés sur leur passage. |
| Hidden Pinyon                          | 2,4 km   | Modérée    | Rochers et descentes                               | Ce chemin propose des explications sur des points géologiques et les plantes naturelles du parc. |
| Three Ponds                            | 5,6 km   | Modérée    | Sable et pentes rocheuses                          | Ce chemin mène à un canyon de 120 mètres. Les creux dû à l'érosion du grès retiennent les pluies saisonnières. |
| Petrified Dunes Trail                  | 1,6 km   | Modérée    | Quelques pentes raides et des surfaces inégales    | Ce chemin traverse des affleurements de grès et des dunes pétrifiées. |
| Butterfly Trail                        | 3,2 km   | Modérée    | Quelques pentes raides et des surfaces inégales    | Ce chemin suit le long des dunes pétrifiés et arrive à un point de vue sur West Canyon et des grottes de lave. |
| White Rocks Trail - Lava Flow Overlook | 4,8 km   | Modérée    | Quelques pentes rocheuses et des surfaces inégales | Ce chemin traverse d'anciennes coulées de lave, des étendues de genévriers et des vues impressionnantes de West Canyon. Il mène à un amphithéâtre naturel en grès blanc. Ou accédez à l'amphithéâtre par un chemin d'1,6 km, situé 800 m au nord après la jonction de l'Utah State Route 18. |